# Néstor Araujo
Néstor Alejandro Araujo Razo (Guadalajara, 29 augustus 1991) is een Mexicaans voetballer die doorgaans speelt als centrale verdediger. In juli 2022 verruilde hij Celta de Vigo voor Club América. Araujo maakte in 2011 zijn debuut in het Mexicaans voetbalelftal .

## Clubcarrière
Araujo speelde in de jeugdopleiding van Cruz Azul. Bij die club maakte hij ook zijn professionele debuut. Op 19 september werd met 3–0 gewonnen van Querétaro. Hij mocht in de basis beginnen en hij speelde het gehele duel mee. In zijn eerste twee seizoenen kwam hij veel in actie, maar in de jaargang 2012/13 speelde hij slechts acht competitiewedstrijden. In de zomer van 2013 verkaste de verdediger naar Santos Laguna. Daar kreeg Araujo al snel een basisplaats en in zijn tweede seizoen, waarin hij een minder grote rol speelde, werd Santos Laguna landskampioen. In de zomer van 2018 maakte Araujo de overstap naar Celta de Vigo, waar hij zijn handtekening zette onder een verbintenis voor de duur van vijf seizoenen. Na vier seizoenen in Spanje keerde Araujo voor circa drie miljoen euro weer terug naar Mexico, waar Club América hem een contract voor drie seizoenen gaf.

## Clubstatistieken
| Seizoen | Club          | Competitie       | Competitie | Competitie | Beker | Beker | Internationaal | Internationaal | Totaal | Totaal |
| Seizoen | Club          | Competitie       | Wed.       | Dlp.       | Wed.  | Dlp.  | Wed.           | Dlp.           | Wed.   | Dlp.   |
| ------- | ------------- | ---------------- | ---------- | ---------- | ----- | ----- | -------------- | -------------- | ------ | ------ |
| 2010/11 | Cruz Azul     | Liga MX          | 17         | 0          | —     | —     | 2              | 0              | 19     | 0      |
| 2011/12 | Cruz Azul     | Liga MX          | 24         | 0          | —     | —     | 5              | 0              | 29     | 0      |
| 2012/13 | Cruz Azul     | Liga MX          | 8          | 0          | 10    | 0     | —              | —              | 18     | 0      |
| 2013/14 | Santos Laguna | Liga MX          | 30         | 0          | 2     | 0     | 5              | 0              | 37     | 0      |
| 2014/15 | Santos Laguna | Liga MX          | 16         | 0          | 11    | 2     | —              | —              | 27     | 2      |
| 2015/16 | Santos Laguna | Liga MX          | 36         | 1          | 0     | 0     | 8              | 0              | 44     | 1      |
| 2016/17 | Santos Laguna | Liga MX          | 28         | 2          | 5     | 1     | —              | —              | 33     | 3      |
| 2017/18 | Santos Laguna | Liga MX          | 26         | 0          | 5     | 1     | —              | —              | 31     | 1      |
| 2018/19 | Celta de Vigo | Primera División | 32         | 3          | 1     | 0     | —              | —              | 33     | 3      |
| 2019/20 | Celta de Vigo | Primera División | 34         | 1          | 2     | 0     | —              | —              | 36     | 1      |
| 2020/21 | Celta de Vigo | Primera División | 33         | 0          | 0     | 0     | —              | —              | 33     | 0      |
| 2021/22 | Celta de Vigo | Primera División | 34         | 0          | 0     | 0     | —              | —              | 34     | 0      |
| 2022/23 | Club América  | Liga MX          | 29         | 0          | 0     | 0     | —              | —              | 29     | 0      |
| 2023/24 | Club América  | Liga MX          | 6          | 0          | 1     | 0     | 4              | 0              | 11     | 0      |
| 2024/25 | Club América  | Liga MX          | 19         | 0          | 0     | 0     | 4              | 0              | 23     | 0      |
| Totaal  | Totaal        | Totaal           | 372        | 7          | 37    | 4     | 30             | 0              | 439    | 11     |

Bijgewerkt op 22 april 2025.

## Interlandcarrière
Araujo maakte zijn debuut in het Mexicaans voetbalelftal op 5 juli 2011, toen hij onder bondscoach Luís Fernando Tena mocht meespelen in een wedstrijd tegen Chili op de Copa América. Hij begon in de basis, waar hij een centrumverdediging vormde met Héctor Reynoso en Hiram Mier. Vijf minuten voor de rust kopte Araujo de bal achter de Chileense doelman Claudio Bravo, waarmee hij de score opende. Na rust zou Mexico de voorsprong toch weggeven en door treffers van Esteban Paredes en Arturo Vidal verloor Mexico met 2–1. In 2012 won Araujo met Mexico het voetbaltoernooi op de Olympische Zomerspelen. Na de Copa América in 2011 werd de centrumverdediger jarenlang niet meer opgeroepen door diverse bondscoaches. Vanaf 2016 maakte hij weer vaak deel uit van de nationale selectie. Hij werd meegenomen naar de Copa América Centenario in 2016 en de Confederations Cup in 2017.
In oktober 2022 werd Araujo door bondscoach Gerardo Martino opgenomen in de voorselectie van Mexico voor het WK 2022. Tweeënhalve week later werd hij ook onderdeel van de definitieve selectie. Tijdens dit WK werd Mexico uitgeschakeld in de groepsfase na een gelijkspel tegen Polen, een nederlaag tegen Argentinië en een zege op Saoedi-Arabië. Araujo kwam alleen tegen Argentinië in actie. Zijn toenmalige clubgenoten Guillermo Ochoa en Henry Martín (beiden eveneens Mexico) waren ook actief op het toernooi.
| Interlands van Néstor Araujo voor Mexico | Interlands van Néstor Araujo voor Mexico | Interlands van Néstor Araujo voor Mexico | Interlands van Néstor Araujo voor Mexico | Interlands van Néstor Araujo voor Mexico | Interlands van Néstor Araujo voor Mexico | Interlands van Néstor Araujo voor Mexico |
| №                                        | Datum                                    | Wedstrijd                                | Uitslag                                  | Competitie                               | Goals                                    |                                          |
| Als speler bij Cruz Azul                 | Als speler bij Cruz Azul                 | Als speler bij Cruz Azul                 | Als speler bij Cruz Azul                 | Als speler bij Cruz Azul                 | Als speler bij Cruz Azul                 | Als speler bij Cruz Azul                 |
| ---------------------------------------- | ---------------------------------------- | ---------------------------------------- | ---------------------------------------- | ---------------------------------------- | ---------------------------------------- | ---------------------------------------- |
| 1                                        | 5 juli 2011                              | Chili – Mexico                           | 2 – 1                                    | Copa América 2011                        | 40'                                      |                                          |
| 2                                        | 9 juli 2011                              | Peru – Mexico                            | 1 – 0                                    | Copa América 2011                        |                                          |                                          |
| 3                                        | 13 juli 2011                             | Uruguay – Mexico                         | 1 – 0                                    | Copa América 2011                        |                                          |                                          |
| Als speler bij Santos Laguna             |                                          |                                          |                                          |                                          |                                          |                                          |
| 4                                        | 11 februari 2016                         | Mexico – Senegal                         | 2 – 0                                    | Vriendschappelijk                        |                                          |                                          |
| 5                                        | 30 maart 2016                            | Mexico – Canada                          | 2 – 0                                    | WK 2018 kwalificatie                     |                                          |                                          |
| 6                                        | 28 mei 2016                              | Mexico – Paraguay                        | 1 – 0                                    | Vriendschappelijk                        |                                          |                                          |
| 7                                        | 2 juni 2016                              | Mexico – Chili                           | 1 – 0                                    | Vriendschappelijk                        |                                          |                                          |
| 8                                        | 6 juni 2016                              | Mexico – Uruguay                         | 3 – 1                                    | Copa América Centenario                  |                                          |                                          |
| 9                                        | 10 juni 2016                             | Mexico – Jamaica                         | 2 – 0                                    | Copa América Centenario                  |                                          |                                          |
| 10                                       | 19 juni 2016                             | Mexico – Chili                           | 0 – 7                                    | Copa América Centenario                  |                                          |                                          |
| 11                                       | 16 november 2016                         | Panama – Mexico                          | 0 – 0                                    | WK 2018 kwalificatie                     |                                          |                                          |
| 12                                       | 8 februari 2017                          | Mexico – IJsland                         | 1 – 0                                    | Vriendschappelijk                        |                                          |                                          |
| 13                                       | 25 maart 2017                            | Mexico – Costa Rica                      | 2 – 0                                    | WK 2018 kwalificatie                     | 45'                                      |                                          |
| 14                                       | 29 maart 2017                            | Trinidad en Tobago – Mexico              | 0 – 1                                    | WK 2018 kwalificatie                     |                                          |                                          |
| 15                                       | 28 mei 2017                              | Mexico – Kroatië                         | 1 – 2                                    | Vriendschappelijk                        |                                          |                                          |
| 16                                       | 18 juni 2017                             | Portugal – Mexico                        | 2 – 2                                    | Confederations Cup 2017                  |                                          |                                          |
| 17                                       | 21 juni 2017                             | Mexico – Nieuw-Zeeland                   | 2 – 1                                    | Confederations Cup 2017                  |                                          |                                          |
| 18                                       | 24 juni 2017                             | Mexico – Rusland                         | 2 – 1                                    | Confederations Cup 2017                  | 30'                                      |                                          |
| 19                                       | 29 juni 2017                             | Duitsland – Mexico                       | 4 – 1                                    | Confederations Cup 2017                  |                                          |                                          |
| 20                                       | 2 juli 2017                              | Portugal – Mexico                        | 2 – 1                                    | Confederations Cup 2017                  |                                          |                                          |
| 21                                       | 1 september 2017                         | Mexico – Panama                          | 1 – 0                                    | WK 2018 kwalificatie                     |                                          |                                          |
| 22                                       | 10 oktober 2017                          | Honduras – Mexico                        | 3 – 2                                    | WK 2018 kwalificatie                     |                                          |                                          |
| 23                                       | 10 november 2017                         | België – Mexico                          | 3 – 3                                    | Vriendschappelijk                        |                                          |                                          |
| 24                                       | 13 november 2017                         | Polen – Mexico                           | 0 – 1                                    | Vriendschappelijk                        |                                          |                                          |
| 25                                       | 31 januari 2018                          | Mexico – Bosnië en Herzegovina           | 1 – 0                                    | Vriendschappelijk                        |                                          |                                          |
| 26                                       | 23 maart 2018                            | Mexico – IJsland                         | 3 – 0                                    | Vriendschappelijk                        |                                          |                                          |
| 27                                       | 27 maart 2018                            | Mexico – Kroatië                         | 0 – 1                                    | Vriendschappelijk                        |                                          |                                          |
| 28                                       | 16 oktober 2018                          | Mexico – Chili                           | 0 – 1                                    | Vriendschappelijk                        |                                          |                                          |
| 29                                       | 16 november 2018                         | Argentinië – Mexico                      | 2 – 0                                    | Vriendschappelijk                        |                                          |                                          |
| 30                                       | 26 maart 2019                            | Mexico – Paraguay                        | 4 – 2                                    | Vriendschappelijk                        |                                          |                                          |
| 31                                       | 5 juni 2019                              | Mexico – Venezuela                       | 3 – 1                                    | Vriendschappelijk                        |                                          |                                          |
| 32                                       | 15 juni 2019                             | Mexico – Cuba                            | 7 – 0                                    | Gold Cup 2019                            |                                          |                                          |
| 33                                       | 19 juni 2019                             | Mexico – Canada                          | 3 – 1                                    | Gold Cup 2019                            |                                          |                                          |
| 34                                       | 29 juni 2019                             | Mexico – Costa Rica                      | 1 – 1 (5 – 4 n.s.)                       | Gold Cup 2019                            |                                          |                                          |
| 35                                       | 10 september 2019                        | Argentinië – Mexico                      | 4 – 0                                    | Vriendschappelijk                        |                                          |                                          |
| 36                                       | 11 oktober 2019                          | Bermuda – Mexico                         | 1 – 5                                    | Nations League 2019/20                   |                                          |                                          |
| 37                                       | 15 oktober 2019                          | Mexico – Panama                          | 3 – 1                                    | Nations League 2019/20                   |                                          |                                          |
| 38                                       | 7 oktober 2020                           | Nederland – Mexico                       | 0 – 1                                    | Vriendschappelijk                        |                                          |                                          |
| 39                                       | 13 oktober 2020                          | Algerije – Mexico                        | 2 – 2                                    | Vriendschappelijk                        |                                          |                                          |
| 40                                       | 14 november 2020                         | Mexico – Zuid-Korea                      | 3 – 2                                    | Vriendschappelijk                        |                                          |                                          |
| 41                                       | 17 november 2020                         | Japan – Mexico                           | 0 – 2                                    | Vriendschappelijk                        |                                          |                                          |
| 42                                       | 29 mei 2021                              | Mexico – IJsland                         | 2 – 1                                    | Vriendschappelijk                        |                                          |                                          |
| 43                                       | 3 juni 2021                              | Mexico – Costa Rica                      | 0 – 0 (5 – 4 n.s.)                       | Nations League 2019/20                   |                                          |                                          |
| 44                                       | 6 juni 2021                              | Verenigde Staten – Mexico                | 3 – 2 n.v.                               | Nations League 2019/20                   |                                          |                                          |
| 45                                       | 10 juli 2021                             | Mexico – Trinidad en Tobago              | 7 – 0                                    | Gold Cup 2021                            |                                          |                                          |
| 46                                       | 14 juli 2021                             | Guatemala – Mexico                       | 7 – 0                                    | Gold Cup 2021                            |                                          |                                          |
| 47                                       | 24 juli 2021                             | Mexico – Honduras                        | 7 – 0                                    | Gold Cup 2021                            |                                          |                                          |
| 48                                       | 29 juli 2021                             | Mexico – Canada                          | 7 – 0                                    | Gold Cup 2021                            |                                          |                                          |
| 49                                       | 1 augustus 2021                          | Verenigde Staten – Mexico                | 7 – 0                                    | Gold Cup 2021                            |                                          |                                          |
| 50                                       | 2 september 2021                         | Mexico – Jamaica                         | 2 – 1                                    | WK 2022 kwalificatie                     |                                          |                                          |
| 51                                       | 5 september 2021                         | Costa Rica – Mexico                      | 0 – 1                                    | WK 2022 kwalificatie                     |                                          |                                          |
| 52                                       | 8 september 2021                         | Panama – Mexico                          | 1 – 1                                    | WK 2022 kwalificatie                     |                                          |                                          |
| 53                                       | 7 oktober 2021                           | Mexico – Canada                          | 1 – 1                                    | WK 2022 kwalificatie                     |                                          |                                          |
| 54                                       | 13 oktober 2021                          | El Salvador – Mexico                     | 0 – 2                                    | WK 2022 kwalificatie                     |                                          |                                          |
| 55                                       | 16 november 2021                         | Canada – Mexico                          | 2 – 1                                    | WK 2022 kwalificatie                     |                                          |                                          |
| 56                                       | 27 januari 2022                          | Jamaica – Mexico                         | 1 – 2                                    | WK 2022 kwalificatie                     |                                          |                                          |
| 57                                       | 2 februari 2022                          | Mexico – Panama                          | 1 – 0                                    | WK 2022 kwalificatie                     |                                          |                                          |
| 58                                       | 30 maart 2022                            | Mexico – El Salvador                     | 2 – 0                                    | WK 2022 kwalificatie                     |                                          |                                          |
| 59                                       | 2 juni 2022                              | Mexico – Uruguay                         | 0 – 3                                    | Vriendschappelijk                        |                                          |                                          |
| 60                                       | 5 juni 2022                              | Mexico – Ecuador                         | 0 – 0                                    | Vriendschappelijk                        |                                          |                                          |
| Als speler bij Club América              |                                          |                                          |                                          |                                          |                                          |                                          |
| 61                                       | 27 september 2022                        | Mexico – Colombia                        | 2 – 3                                    | Vriendschappelijk                        |                                          |                                          |
| 62                                       | 9 november 2022                          | Mexico – Irak                            | 4 – 0                                    | Vriendschappelijk                        |                                          |                                          |
| 63                                       | 16 november 2022                         | Mexico – Zweden                          | 1 – 2                                    | Vriendschappelijk                        |                                          |                                          |
| 64                                       | 26 november 2022                         | Argentinië – Mexico                      | 2 – 0                                    | WK 2022                                  |                                          |                                          |
| 65                                       | 19 april 2023                            | Verenigde Staten – Mexico                | 1 – 1                                    | Vriendschappelijk                        |                                          |                                          |
| 66                                       | 7 juni 2023                              | Mexico – Guatemala                       | 2 – 0                                    | Vriendschappelijk                        |                                          |                                          |
| 67                                       | 10 juni 2023                             | Mexico – Kameroen                        | 2 – 2                                    | Vriendschappelijk                        |                                          |                                          |

Bijgewerkt op 22 april 2025.

## Erelijst
| Competitie    |           |                                                      |           |           |
| Competitie    | Aantal    | Jaren                                                |           |           |
| Cruz Azul     | Cruz Azul | Cruz Azul                                            | Cruz Azul | Cruz Azul |
| ------------- | --------- | ---------------------------------------------------- | --------- | --------- |
| Copa MX       | 1         | 2012/13 Clausura                                     |           |           |
| Santos Laguna |           |                                                      |           |           |
| Liga MX       | 1         | 2014/15, 2017/18 Clausura                            |           |           |
| Copa MX       | 1         | 2014/15 Apertura                                     |           |           |
| Club América  |           |                                                      |           |           |
| Liga MX       | 3         | 2023/24 Apertura, 2023/24 Clausura, 2024/25 Apertura |           |           |